# Chủ nghĩa Marx–Lenin
Chủ nghĩa Marx–Lenin hay chủ nghĩa Marx–Engels–Lenin là thuật ngữ chính trị để chỉ học thuyết do Karl Marx và Friedrich Engels sáng lập và được Vladimir Ilyich Lenin phát triển kế thừa, được coi là ý thức hệ chính thức của Liên Xô từ giữa thập niên 1920. Thuật ngữ chính trị này được Iosif Vissarionovich Stalin định nghĩa là "học thuyết do Karl Marx và Friedrich Engels sáng lập và được Vladimir Ilyich Lenin phát triển trong mối quan hệ đấu tranh giai cấp giữa thời đại Chủ nghĩa đế quốc và các cuộc cách mạng của giai cấp vô sản".
Theo quan điểm của các đảng cộng sản, chủ nghĩa Marx–Lenin là thế giới quan, hệ tư tưởng chính trị của giai cấp công nhân. Đảng Xã hội chủ nghĩa Thống nhất Đức định nghĩa chủ nghĩa Marx–Engels–Lenin: "Được gây dựng nên bởi Marx và Engels và tiếp tục được phát triển bởi Lenin, đó không chỉ là thế giới quan khoa học của giai cấp công nhân, mà nó còn liên tục được làm phong phú bởi phong trào cộng sản quốc tế, trên cơ sở kinh nghiệm xây dựng và thực tiễn của các cuộc đấu tranh giải phóng cách mạng xã hội chủ nghĩa và cộng sản chủ nghĩa."
Trong Giáo trình Những nguyên lý cơ bản của Chủ nghĩa Mác-Lênin của Bộ Giáo dục và Đào tạo Việt Nam định nghĩa: "Chủ nghĩa Mác-Lênin là hệ thống quan điểm và học thuyết" khoa học của C.Mác, Ph.Ăngghen và sự phát triển của V.I.Lênin; là sự kế thừa và phát triển những giá trị của lịch sử tư tưởng nhân loại, trên cơ sở thực tiễn của thời đại; là khoa học về sự nghiệp giải phóng giai cấp vô sản, giải phóng nhân dân lao động và giải phóng con người; là thế giới quan và phương pháp luận phổ biến của nhận thức khoa học và thực tiễn cách mạng."
Chủ nghĩa Marx–Lenin là cụm từ thường để chỉ cho lý thuyết chính trị kết hợp có tính chọn lọc các lý thuyết của Marx, Engels và lý thuyết của Lenin, chứ không phải nghiên cứu riêng rẽ hay sự tổng hợp kết hợp tất cả các lý thuyết của cả ba người, và thường hay được một số nhà nghiên cứu cho là do Stalin đặt ra. Thuật ngữ chủ nghĩa Marx–Lenin đã được sử dụng bởi các đảng cộng sản chịu ảnh hưởng của Đảng Cộng sản Liên Xô.
Chủ nghĩa Marx–Lenin là nhánh chính của chủ nghĩa cộng sản, ngoài ra còn có các nhánh khác như dân chủ xã hội, chủ nghĩa Mao, chủ nghĩa cộng sản vô chính phủ, chủ nghĩa Trotsky, v.v. Tuy có khác nhau về biện pháp để đi lên chủ nghĩa cộng sản (trừ những người dân chủ xã hội), nhưng mục tiêu chung thì không có gì khác nhau.

## Lịch sử

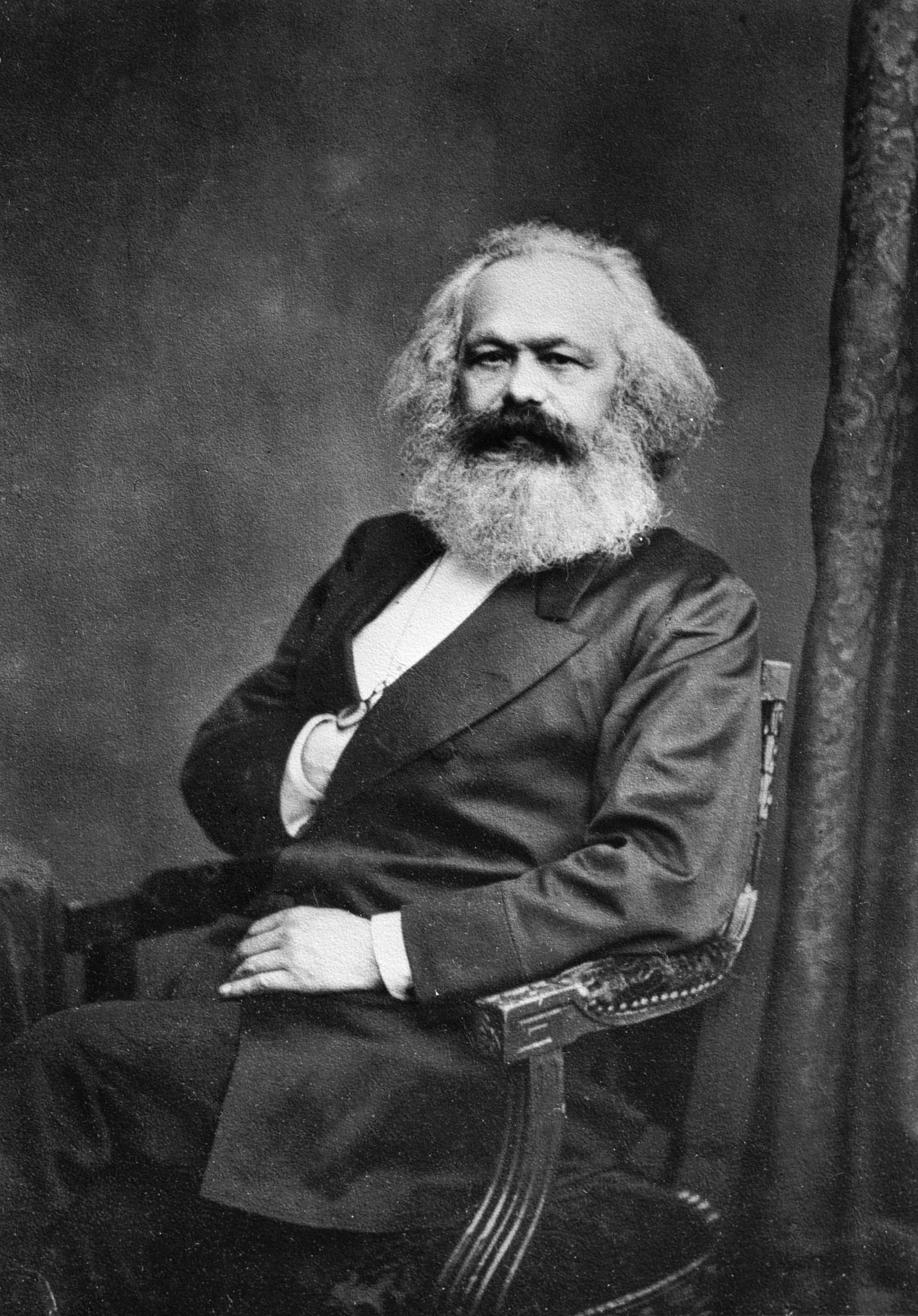
Karl Marx

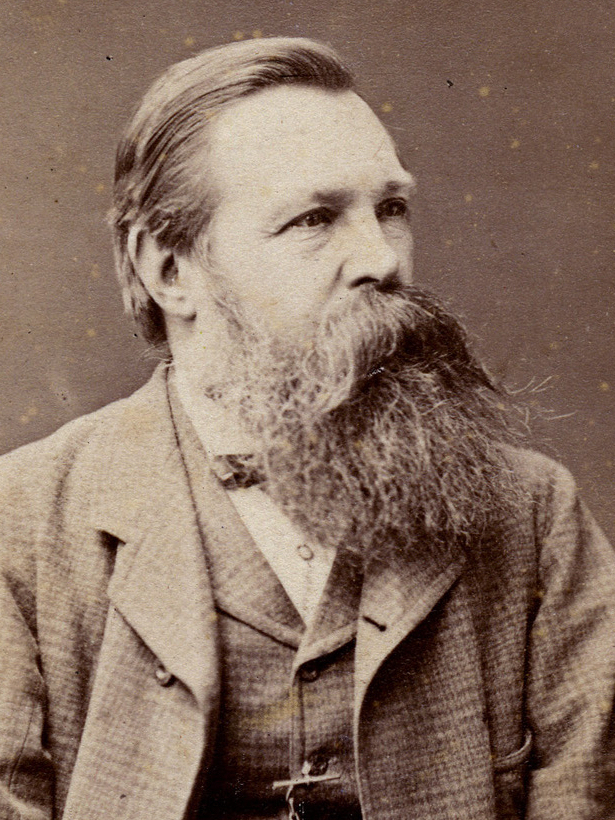
Friedrich Engels

Chủ nghĩa cộng sản được xây dựng bởi các nhà sáng lập chủ nghĩa cộng sản Marx, Engels, đưa đến sự thành lập Đệ Nhất Quốc tế. Từ những cơ sở về khoa học tự nhiên và khoa học xã hội, Marx và Engels sáng lập ra chủ nghĩa duy vật lịch sử và học thuyết giá trị thặng dư, từ đó chỉ ra sứ mệnh lịch sử của giai cấp công nhân. Năm 1938,  trong tác phẩm Lịch sử ngắn gọn của Đảng Cộng sản Liên Xô (Bolsheviks), Stalin đưa ra khái niệm Chủ nghĩa Marx-Lenin bằng cách kết hợp chủ nghĩa Marx và chủ nghĩa Lenin đồng thời giản lược hóa chúng để tuyên truyền rộng rãi ra công chúng và phổ biến ra toàn thế giới .
Trong khoa học tự nhiên có:
- Định luật bảo toàn và chuyển hóa năng lượng
- Thuyết tế bào
- Thuyết tiến hóa

Trong khoa học xã hội có:
- Chủ nghĩa duy vật của Ludwig Feuerbach
- Phép biện chứng của Georg Wilhelm Friedrich Hegel
- Chủ nghĩa xã hội không tưởng-phê phán: các đại diện là Henri de Saint-Simon, Robert Owen, Charles Fourier
- Kinh tế chính trị cổ điển Anh: các đại diện là David Ricardo, Adam Smith

Sau sự ly khai của những người vô chính phủ, quốc tế thứ nhất tan vỡ. Đệ Nhị Quốc tế thành lập, nhưng sau đó bị chi phối bởi phần lớn là những người xét lại. Lenin bổ sung các lý thuyết của Marx, và phát triển lên trở thành chủ nghĩa Marx–Lenin, đưa tới sự thành lập của các Đảng Cộng sản và Đệ Tam Quốc tế. Những người phản đối Stalin thành lập Đệ Tứ Quốc tế. Phong trào của những người theo Đệ Tam Quốc tế sau cũng bị phân nhánh. Một số theo Trung Quốc thường lấy tên đảng là Đảng Cộng sản (Marxism-Leninism) khẳng định đi theo chủ nghĩa Marx–Lenin trong khi thực chất theo chủ nghĩa Mao.

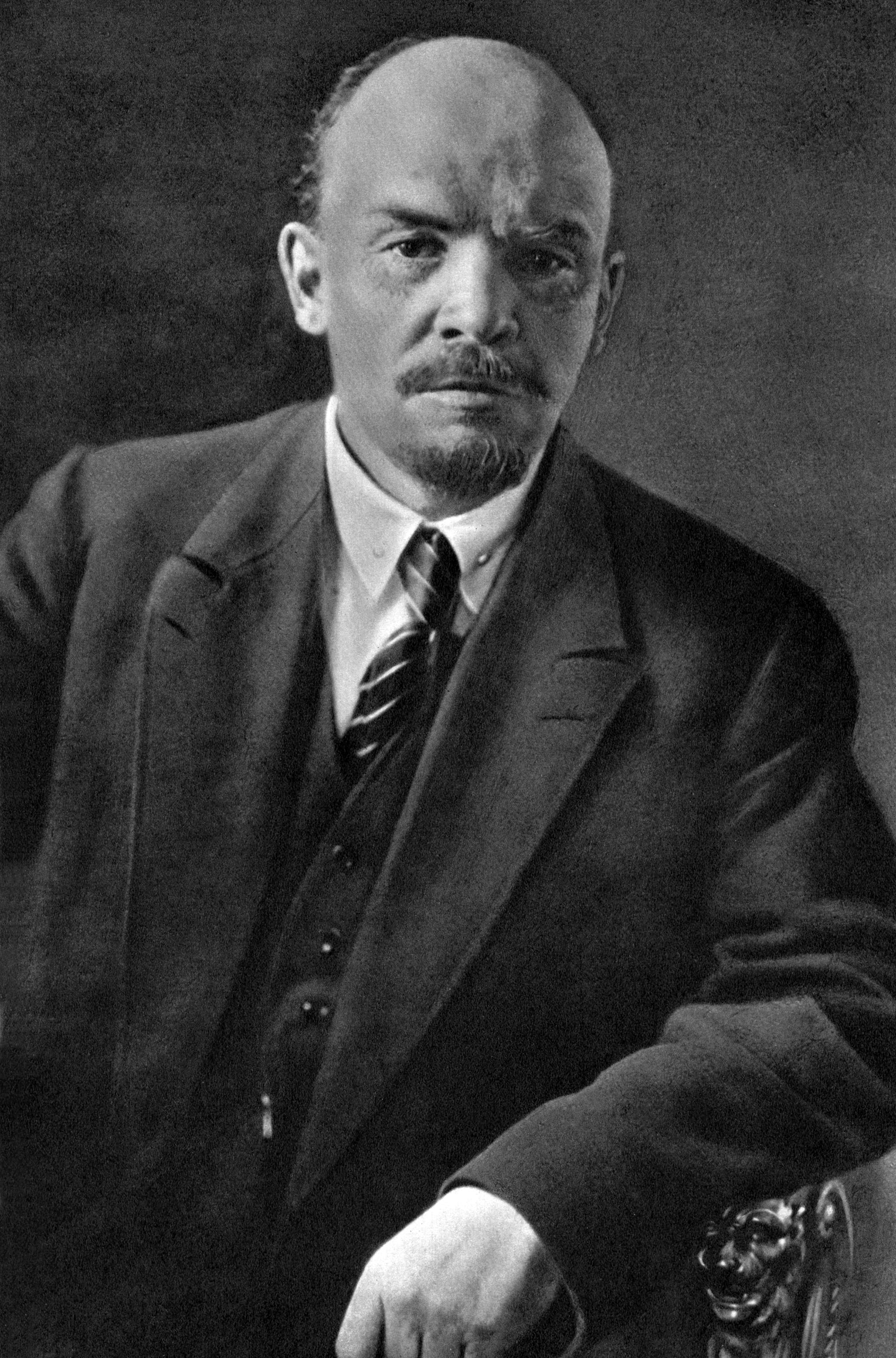
V.I. Lenin

Nhiều Đảng Cộng sản trước đây ít nhiều bị ảnh hưởng các tư tưởng của Stalin hay Mao. Hiện nay nhiều đảng đã sửa đổi Cương lĩnh, chịu ảnh hưởng của Marx–Lenin khác nhau. Nhiều đảng chủ trương kinh tế thị trường trong giai đoạn quá độ tiến lên xây dựng chủ nghĩa xã hội.
Nhà sử học Marx–Lenin đương đại Eric Hobsbawm, đã trình bày quan điểm trong bối cảnh diễn ra khi cuộc khủng hoảng tài chính 2007-2008, kéo theo các khủng hoảng ngân hàng, khủng hoảng kinh tế, khủng hoảng tiền tệ và khủng hoảng nợ công ở châu Âu. Ông khái quát quan điểm những người Marxist với hệ thống tư bản chủ nghĩa, về vai trò lịch sử của Chủ nghĩa Marx–Lenin:
"...Không có giải pháp nào là vĩnh cửu. Chủ nghĩa tư bản cũng thế, nó có sống dai đến đâu, có hiển hiện trong đầu óc người ta như một cái gì không thể thay đổi tới mức nào, rồi nó cũng sẽ biến mất, sớm hay muộn mà thôi... Về vật chất thì với rất nhiều người, thế giới ngày nay đã được cải thiện. Nhưng về tinh thần, chính trị và đạo đức thì người ta không tiến kịp, hiện tại có lẽ còn đang thụt lùi. Vậy đâu là những giá trị của cuộc sống? Vì sao chúng ta sống trên đời? Sống để làm gì?... Trong 30, 40 năm gần đây, người ta đã khước từ một cách hệ thống việc đánh giá chủ nghĩa tư bản theo tinh thần duy lý. Một hệ thống bóc lột và phá hủy môi trường, cưa chính cái cành cây mà mình đang ngồi? Và bây giờ cành cây gãy răng rắc khắp nơi. Có lẽ nhân loại rồi sẽ ân hận vì không nghe theo Rosa Luxemburg: hoặc chủ nghĩa xã hội, hoặc trở về thời mông muội. Karl Marx chưa bao giờ lập luận chống lại các nhà tư bản tham lam. Ông ấy chỉ chống lại một hệ thống tất yếu đẻ ra lòng tham. Trong chế độ tư bản, ai cũng buộc phải chạy theo lợi thế cho bản thân, không làm thế là chết. Những người như Marx và Schumpeter biết rõ rằng chủ nghĩa tư bản là một thứ không đứng yên, nó phát triển và tiến với tinh thần cách mạng về phía trước, nhưng nó cũng tất yếu sụp đổ và luôn gắn liền với những khủng hoảng quy mô khác nhau và có thể hết sức khốc liệt."
Sự sụp đổ của Liên Xô và Đông Âu (do kinh tế gặp nhiều khó khăn, trong khi nhà nước không có dấu hiệu tự triệt tiêu như ý tưởng của Marx), dẫn đến sự suy yếu của phong trào cộng sản trên toàn thế giới. Nhiều nước phải chấp nhận kinh tế thị trường (Lenin cho thi hành trong thời kỳ NEP như là một giai đoạn quá độ). Chủ nghĩa tư bản, và chủ nghĩa cá nhân và chủ nghĩa dân tộc trở thành những động lực đáng kể cho phát triển kinh tế. Tuy nhiên các nền kinh tế tư bản chủ nghĩa vẫn xảy ra khủng hoảng không theo một chu kỳ nào, sự chênh lệch tài sản giữa các thành phần xã hội ngày càng lớn, chủ nghĩa tiêu dùng thịnh hành, chủ nghĩa dân tộc đưa đến các xung đột quốc tế... khiến nhiều người vẫn còn tin vào lý tưởng cộng sản. Hiện nay đang phổ biến nhiều tư tưởng, chủ thuyết chống chủ nghĩa cộng sản.

## Nội dung
Chủ nghĩa Marx–Lenin gồm có 3 phần chủ yếu:
1. Triết học Marx–Lenin
2. Kinh tế chính trị Marx–Lenin
3. Chủ nghĩa xã hội khoa học

### Triết học
- Gồm 2 phần là chủ nghĩa duy vật biện chứng và chủ nghĩa duy vật lịch sử
- Chủ nghĩa duy vật lịch sử nổi bật các vấn đề:
  - Mối quan hệ giữa Tồn tại xã hội và Ý thức xã hội
  - Lý luận về Hình thái Kinh tế - Xã hội. Lý luận Hình thái Kinh tế - Xã hội (theo quan điểm Marx) được một số người cho là nên thay bằng "nền văn minh" theo hướng tiếp cận "tiêu chí kỹ thuật".

### Kinh tế chính trị
- Mâu thuẫn giữa nền sản xuất tập trung xã hội hoá cao độ với trình độ cao và quan hệ sản xuất tư bản chủ nghĩa dẫn đến cuộc đấu tranh chính trị giữa giai cấp vô sản và tư sản để xác định hình thức sở hữu tư liệu sản xuất phù hợp với trình độ sản xuất. Thực tế hiện nay các nước có nền kinh tế tư bản chủ nghĩa đã có sự điều chỉnh, phát triển kinh tế gắn với an sinh xã hội. Sự điều chỉnh này đã làm cho chủ nghĩa tư bản thích nghi, tồn tại, và phát triển nhưng các nhà kinh tế và các chính trị gia cánh tả cho rằng điều đó không làm thay đổi bản chất bóc lột của giai cấp tư sản. Sự điều chỉnh đó khiến phong trào đấu tranh của giai cấp vô sản ở các nước tư bản phát triển không còn mạnh mẽ như trước.
- Phương thức sản xuất xã hội chủ nghĩa thay thế phương thức sản xuất tư bản chủ nghĩa. Các thay đổi ở các nước dựa trên nền tảng chủ nghĩa Marx–Lenin, nhất là ở mặt chấp nhận nhiều thành phần kinh tế và đảng viên Đảng cộng sản làm kinh tế tư nhân, đã thể hiện sự chấp nhận nền kinh tế tư bản chủ nghĩa trong thời kỳ quá độ. Điều này cho thấy mong muốn xây dựng chủ nghĩa xã hội trong thời gian ngắn là quá hấp tấp vội vã, mà cần tôn trọng quy luật khách quan mà chủ nghĩa duy vật lịch sử đã chỉ ra.

### Chủ nghĩa xã hội khoa học
- Chủ nghĩa xã hội thay thế chủ nghĩa tư bản thông qua cách mạng vô sản là một tất yếu chủ quan.
- Cách mạng vô sản nổ ra với nguyên nhân là do mâu thuẫn trong lòng chế độ xã hội tư bản.
- Giai cấp công nhân mang sứ mệnh lịch sử là xóa bỏ phương thức sản xuất tư bản chủ nghĩa thay vào đó phương thức sản xuất xã hội chủ nghĩa.

Marx xác định đây là học thuyết "mở", sẽ có các chi tiết nhỏ không còn phù hợp trong tương lai cần điều chỉnh, bổ sung và phát triển.

### Các quan điểm của V. I. Lenin
- Xác định điều kiện đã thay đổi: Chủ nghĩa tư bản từ tự do cạnh tranh tiến đến giai đoạn tột cùng của nó là chủ nghĩa đế quốc.
- Xác định thời cơ ra đời của Đảng cộng sản. Khẳng định cách mạng nổ ra không chỉ trong lòng xã hội tư bản phát triển cao mà còn tại các nước có nền kinh tế lạc hậu nhưng các điều kiện của cuộc cách mạng vô sản đã chín muồi.
- Cụ thể hóa các mối quan hệ giữa chính trị - kinh tế sau thời điểm cách mạng tháng 10 (năm 1917) thắng lợi và tiến hành xây dựng chủ nghĩa xã hội hiện thực tại Liên bang Xô Viết.